# Vroisha

## Datos Básicos
Vroshia (o Frodisia o Vrodisia) era un pueblo situado en las montañas de Troodos occidental, en el alto valle de Pyrgos, en una posición relativamente aislada, en la República de Chipre.
Por lo general, se afirma que el nombre es una corrupción de "aphrodisia", pero podría ser la manera grecochipriota de decir "muchas fuentes." En 1959, los turcochipriotas aprobaron el nombre alternativo Yağmuralan, que significa literalmente "el lugar que recibe la lluvia ".
Fue establecida aproximadamente en 1750, durante el dominio otomano.

## Conflicto Intercomunal
Aunque en 1891 hubo algunos grecochipriotas (10 de un total de 48) que vivían en el pueblo, desde 1901 hasta 1960 el lugar fue casi exclusivamente habitado por turcochipriotas. Durante el período británico, la población de la aldea aumentó constantemente, pasando de 48 en 1891 a 235 (todos TkCyp) en 1960.
Luego de tres meses de tensiones intercomunales, toda la población del lugar (250) fue obligada a abandonar el lugar. Todos esos habitantes turcochipriotas de Vroisha / Yağmuralan se desplazaron el 15 de marzo de 1964 y se refugiaron en los enclaves de Limnitis / Yeşilırmak y Amadies / Gunebakan. Los que buscaron refugio en Selemani / Süleymaniye fueron desplazados de nuevo en agosto de 1964, cuando el área estuvo bajo ataque de las tropas del general Grivas.
Algunos de los refugiados pudieron ubicarse en casas de familiares o amigos pero la mayoría vivió en condiciones muy precarias como ser en carpas, garajes o cobertizos por varios años.
En abril de 1964, la localidad fue incendiada causando un daño a gran escala entre los cuales se incluyen la escuela primaria y la mezquita. Posteriormente los remanentes de las casas y las plantaciones de cerezos fueros destruidas por los grecochipriotas. Al inicio de los 70, los habitantes originales fueron autorizados a visitar sus propiedades bajo escolta de Naciones Unidas.

## Población actual
El pueblo ha permanecido abandonado desde 1964; todas sus casas y edificios ya fueron destruidos en 1964.